# Episodi di Gaiking il robot guerriero
Gaiking il robot guerriero (大空魔竜ガイキング?, Daikū Maryū Gaiking, Drago Demone Spaziale Gaiking) è un anime televisivo di genere mecha in 44 episodi, prodotto dalla Toei Animation nel 1976.

## Episodi
| Nº | Titolo italiano (edizione 1979 - edizione 2000) Giapponese 「Kanji」 - Rōmaji                                               | In onda           | In onda |
| Nº | Titolo italiano (edizione 1979 - edizione 2000) Giapponese 「Kanji」 - Rōmaji                                               | Giapponese        |         |
| 1  | I vortici spaziali - L'orrore nero 「謎のブラックホール」 - nazo no burakkuhoru                                             | 1º aprile 1976    |         |
| 2  | Il colpo magico di Sanshiro - Il colpo magico di Sanshiro 「みたか必殺魔球」 - mitaka hissatsu makyū                        | 8 aprile 1976     |         |
| 3  | La morte del ribelle - Darius il grande 「ダリウス大帝の謎」 - dariusu taitei no nazo                                       | 15 aprile 1976    |         |
| 4  | Le statuine preistoriche di Jomon - La statuina Jomon 「光る目のハニワ」 - hikaru meno haniwa                               | 22 aprile 1976    |         |
| 5  | Lotta solitaria - Yamatake alla carica 「男一匹ヤマガタケ」 - otoko ippiki yamagatake                                       | 29 aprile 1976    |         |
| 6  | La terrificante croce mortale - La resurrezione dell'Impero Mu 「よみがえったムー帝国」 - yomigaetta mu teikoku             | 6 maggio 1976     |         |
| 7  | L'impero di Mao - La croce mortale rovesciata 「恐怖の逆デスクロス」 - kyōfu no gyaku desukurosu                            | 13 maggio 1976    |         |
| 8  | Il fiore dello spazio - Il Drago Spaziale impazzisce! 「発狂した大空魔竜」 - hakkyō shita oozora ma ryū                     | 20 maggio 1976    |         |
| 9  | Il mistero del deserto - Le piste di Nazca 「ナスカ地上絵の謎」 - nasuka chijō e no nazo                                    | 27 maggio 1976    |         |
| 10 | Skyler contro il mostro - Nei cieli di Hong Kong 「スカイラー 死へのジャンプ」 - sukaira shi heno janpu                     | 3 giugno 1976     |         |
| 11 | Le sfere di luce - Le sfere di fuoco 「泣くなハチロー」 - naku na hachiro                                                   | 10 giugno 1976    |         |
| 12 | La risposta di Midori - Rispondi, Midori! 「応答せよ! ミドリ」 - ōtō seyo ! midori                                          | 17 giugno 1976    |         |
| 13 | Le piramidi misteriose - Le piramidi del Sahara 「砂漠に吠える赤サソリ」 - sabaku ni hoe ru aka sasori                      | 24 giugno 1976    |         |
| 14 | Il Drago contrattacca - Il contrattacco del Drago Spaziale 「大空魔竜の逆襲」 - oozora ma ryū no gyakushū                   | 1º luglio 1976    |         |
| 15 | La sfida di Sanshiro - Il cavaliere della croce mortale 「これぞミラクルドリル!!」 - korezo mirakurudoriru !!               | 8 luglio 1976     |         |
| 16 | Separazione eterna - Separazione eterna 「ミドリ 永遠の別れ」 - midori eien no wakare                                       | 15 luglio 1976    |         |
| 17 | La battaglia nel mare - Sfida nell'oceano 「吠えろネッサー 大海中戦」 - hoe ro nessa taikai naka sen                        | 22 luglio 1976    |         |
| 18 | L'arca di Noè - L'arca di Noè 「宇宙船ノアの方舟」 - uchūsen noa no hakobune                                                | 29 luglio 1976    |         |
| 19 | Pete senza pietà - Pete senza pietà 「弟よ・明日に歌え!」 - otōto yo . ashita ni utae !                                     | 5 agosto 1976     |         |
| 20 | La vendetta dei soldati dell'inferno - La vendetta della tribù perduta 「地獄戦士の復しゅう」 - jigoku senshi no fuku shū   | 12 agosto 1976    |         |
| 21 | Il diavolo in lacrime - Le lacrime del diavolo giaguaro 「涙のデビルジャガー」 - namida no debirujaga                       | 19 agosto 1976    |         |
| 22 | La trappola del regno sotterraneo - L'enigma del regno sotterraneo 「地底王国の謎」 - chitei ōkoku no nazo                  | 26 agosto 1976    |         |
| 23 | Incontri sulla Luna - Inferno sulla Luna 「地獄の月世界」 - jigoku no tsukisekai                                            | 2 settembre 1976  |         |
| 24 | La divinità dell'isola di Pasqua - Gli Dei dell'Isola di Pasqua 「巨石島の守り神」 - kyo ishijima no mamori kami            | 9 settembre 1976  |         |
| 25 | Battaglia nell'Antartide - Battaglia ai confini del mondo 「地のはての死闘」 - chi nohateno shitō                           | 16 settembre 1976 |         |
| 26 | Pegaso nello spazio - L'ultimo volo di Pegaso 「宇宙をかける天馬」 - uchū wokakeru tenma                                    | 23 settembre 1976 |         |
| 27 | (non trasmesso) - Lo giuro sulla Croce del Sud 「南十字星に誓う」 - minamijūjisei ni chikau                                 | 30 settembre 1976 |         |
| 28 | (non trasmesso) - Missile Zeus, destinazione spazio 「宇宙にとどけ ゼウスミサイル」 - uchū nitodoke zeusumisairu            | 7 ottobre 1976    |         |
| 29 | (non trasmesso) - Momenti di gloria: Yamatake re del sumo 「晴れ姿 ヤマガタケ土俵入り」 - haresugata yamagatake dohyōiri    | 14 ottobre 1976   |         |
| 30 | (non trasmesso) - Un dinosauro nella giungla 「密林の大恐竜」 - mitsurin no dai kyōryū                                      | 21 ottobre 1976   |         |
| 31 | (non trasmesso) - L'aquila vendicatrice 「復しゅうのダブルイーグル」 - fuku shūno daburuiguru                               | 28 ottobre 1976   |         |
| 32 | (non trasmesso) - La nave fantasma venuta dallo spazio 「宇宙から来た幽霊船」 - uchū kara kita yūreisen                     | 4 novembre 1976   |         |
| 33 | (non trasmesso) - Il ritorno della regina Himiko 「大魔人ヒミラー出現」 - daimajin himira shutsugen                         | 11 novembre 1976  |         |
| 34 | (non trasmesso) - Assalto mortale 「猛烈火車カッター」 - mōretsu kasha katta                                                | 18 novembre 1976  |         |
| 35 | (non trasmesso) - Un lancio per la gloria 「さらば栄光のマウンド」 - saraba eikō no maundo                                  | 25 novembre 1976  |         |
| 36 | (non trasmesso) - Brucia, leone d'oro! 「燃えよ! ゴールデンレオ」 - moe yo ! gorudenreo                                     | 2 dicembre 1976   |         |
| 37 | (non trasmesso) - L'esercito Haniwa 「占領された大空魔竜」 - senryō sareta oozora ma ryū                                    | 9 dicembre 1976   |         |
| 38 | (non trasmesso) - Decollo immediato: destinazione Everest 「緊急発進! エベレストに向え」 - kinkyūhasshin ! eberesuto ni mue | 16 dicembre 1976  |         |
| 39 | (non trasmesso) - Il pugno divino che segna la tempesta 「嵐を呼ぶ神の手」 - arashi wo yobu kami no te                      | 23 dicembre 1976  |         |
| 40 | (non trasmesso) - La rosa smeraldina 「バラの宇宙船」 - bara no uchūsen                                                     | 30 dicembre 1976  |         |
| 41 | (non trasmesso) - La lama gigante non perdona 「ジャイアントカッター逆さ斬り」 - jaiantokatta sakasa giri                   | 6 gennaio 1977    |         |
| 42 | (non trasmesso) - Il mostro di Lochness 「ネス湖の大恐竜」 - nesu mizūmi no dai kyōryū                                      | 13 gennaio 1977   |         |
| 43 | (non trasmesso) - Un castello fantasma su Marte 「まぼろしの火星城」 - maboroshino kasei shiro                              | 20 gennaio 1977   |         |
| 44 | (non trasmesso) - L'ultima eroica battaglia per la Terra 「壮烈! 地球大決戦」 - sōretsu ! chikyū dai kessen                 | 27 gennaio 1977   |         |